# Menachot
Menachot (Hebreeuws: מנחות, letterlijk spijsoffers) is het tweede traktaat (masechet) van de Orde Kodasjiem (Seder Kodasjiem) van de Misjna en de Talmoed.
Het traktaat behandelt de verschillende meel- en broodoffers die in de Tempel moesten worden gebracht. Het gaat om het brengen van de zogenaamde "eerstelingengave", de twee [beweeg]broden per woonplaats en de bijdrage aan de toonbroden.
Het traktaat Menachot telt 13 hoofdstukken en kent alleen in de Babylonische Talmoed Gemara (rabbijns commentaar op de Misjna).